# Душенко, Михаил Савельевич
Михаи́л Саве́льевич Душе́нко (6 (18) ноября 1875 — не ранее 1921) — русский офицер, полковник (1916), участник Русско-японской, Первой мировой войн и Гражданской войны на Украине, Георгиевский кавалер.

## Биография
Из мещан, родился в Путивле, православного вероисповедания. Получил начальное образование, окончив полный курс трёхклассного городского училища в Путивле.
В ноябре 1892 года вступил в военную службу в 130-й Херсонский пехотный полк, расквартированный в губернском городе Киеве, рядовым на правах вольноопределяющегося 2-го разряда, выдержав испытания по наукам при Владимирском Киевском кадетском корпусе на право поступления на службу вольноопределяющимся. В следующем году был произведен в младшие унтер-офицеры и в 1894 году командирован на учёбу в Чугуевское пехотное юнкерское училище.
В 1896 году, по окончании полного курса юнкерского училища по 1-му разряду, возвратился в свой полк в звании подпрапорщика, командовал взводом. В октябре 1896 года произведен в подпоручики, с переводом в 41-й пехотный Селенгинский полк, расквартированный в Киеве. Служил младшим офицером роты. В мае 1901 года произведен в поручики.
Участник Русско-японской войны. В 1904 году был переведен в 36-й Восточно-Сибирский стрелковый полк действующей армии, в составе которого принимал участие в боях. Был один раз ранен и один раз контужен, награждён двумя боевыми орденами. В апреле 1905 года досрочно произведен в штабс-капитаны.
После войны, в феврале 1906 года, был переведен обратно в свой 41-й пехотный Селенгинский полк (передислоцированный в 1910 году в Дубно Волынской губернии). С 01.08.1907 — начальник учебной команды полка. В апреле 1912 года был произведен в капитаны. На декабрь 1913 года — был женат на уроженке Терской области римско-католического вероисповедания, супруги имели троих детей — сына 1911 года рождения и двух дочерей, 1907 и 1909 годов рождения.
Участник Первой мировой войны в составе своего полка. Командовал ротой, батальоном. В июле 1915 года произведен в подполковники, в июне 1916 года — в полковники.
В марте 1917 года полковник Душенко был назначен командиром недавно сформированного 615-го пехотного Киверцкого полка.
В 1918 году Душенко служил в украинской армии гетмана Скоропадского, командовал в чине полковника 1-м пехотным Луцким полком 1-го Волынского корпуса. После ликвидации Гетманата, с декабря 1918 году оставался на своей должности в составе армии УНР (в чине полковника).
С начала 1919 года полковник Душенко — в составе Северной группы войск армии УНР, участник военных действий. С 17 мая 1919 года — командир 18-й пехотной дивизии действующей армии УНР, с конца мая того же года — в резерве чинов. Осенью 1919 года попал плен к белогвардейцам, был зачислен в состав ВСЮР. В составе «белых» войск отступил к Одессе и в январе 1920 года эвакуирован в Константинополь.
Из Константинополя прибыл на Западную Украину и там, в августе 1920 года, вступил в состав восстановленной армии УНР. Участник Советско-польской войны на стороне поляков в составе армии УНР. С сентября 1920 года — начальник снабжения в армии УНР. По окончании военных действий, в декабре 1920 года был интернирован в Польше, в лагерях для военных армии УНР.
Дальнейшая судьба Михаила Савельевича Душенко не известна. По состоянию на 27 марта 1921 года он был исключён из списков личного состава интернированной армии УНР.
Расстрелян в Москве 14 января 1928 под именем Петра Николаевича Усольцева[прояснить].

## Награды
- Орден Святой Анны 4-й степени с надписью «За храбрость» (1904; утв. ВП от 04.05.1905)
- Орден Святого Станислава 3-й степени с мечами и бантом  (1905; утв. ВП от 02.03.1907)
- Медаль «В память русско-японской войны» (светло-бронзовая, с бантом; 1906/1910)
- Орден Святой Анны 3-й степени (06.12.1909; ВП от 28.02.1910)
- Медаль «В память 100-летия Отечественной войны 1812 года» (1912)
- Орден Святого Станислава 2-й степени (06.12.1912; ВП от 21.03.1913)
- Медаль «В память 300-летия царствования Дома Романовых» (1913)
- Орден Святого Владимира 4-й степени с мечами и бантом (ВП от 25.06.1915)
- Орден Святой Анны 2-й степени с мечами (утв. ВП от 06.11.1915)
  - Мечи и бант к имеющемуся ордену Святой Анны 3-й степени (утв. ВП от 21.03.1916)
- Орден Святого Георгия 4-й степени (утв. ВП от 29.07.1916), — …за то, что в бою 13-го ноября 1914 года у д. Миклашевице, командуя ротою, после упорного боя, атаковал и занял неприятельский редут у костёла, взойдя первым на вал, чем дал возможность другим батальонам полка продвинуться и выбить противника с занимаемой им позиции.[11]
- Орден Святого Владимира 3-й степени с мечами (ПАФ от 20.05.1917)
- Георгиевское оружие (1917)[12]